# Halmstads BK
A Halmstads BK, teljes nevén Halmstads Bollklubb egy svéd labdarúgócsapat. A klubot 1914-ben alapították. Székhelye Halmstadban van, jelenleg az első osztályban szerepelnek. 4 bajnoki címet szereztek és 1 Svéd kupát.
1995-ben a Kupagyőztesek Európa-kupájában 3-0-ra verték hazai pályán az olasz Parmát, majd a visszavágón 4-0-ra kaptak ki, így kiestek a kupa sorozatból.
1993-ban visszajutottak az első osztályba ezután ismert játékosok kerültek folyamatosan a klubhoz, mint Niclas Alexandersson, Petter Hansson, Fredrik Ljungberg és Dusan Djurić.

## Csapat

### Jelenlegi keret
2018. augusztus 9. szerint.
| #  |     | Poszt | Név                      |
| -- | --- | ----- | ------------------------ |
| 1  | SWE | K     | Malkolm Nilsson          |
| 2  | GHA | V     | Thomas Boakye            |
| 3  | SWE | V     | Alexander Berntsson      |
| 4  | SWE | KP    | Andreas Hadenius         |
| 5  | SWE | KP    | Alexander Arvidsson      |
| 6  | DEN | V     | Marcus Mathisen          |
| 8  | SWE | KP    | Pontus Silfwer           |
| 9  | SWE | CS    | Johan Oremo              |
| 10 | SWE | CS    | Gabriel Gudmundsson      |
| 11 | ISL | CS    | Tryggvi Hrafn Haraldsson |
| 12 | SWE | K     | Simon Andersson          |

| #  |     | Poszt | Név               |
| -- | --- | ----- | ----------------- |
| 14 | SWE | KP    | Jonathan Svedberg |
| 15 | SWE | V     | Peter Larsson     |
| 16 | SWE | KP    | Isac Harrysson    |
| 17 | SWE | KP    | Oscar Petersson   |
| 18 | SWE | KP    | Emil Tot Wikström |
| 20 | JPN | CS    | Kinosita Kosuke   |
| 21 | SWE | V     | Andreas Bengtsson |
| 22 | SWE | V     | Isac Larsson      |
| 23 | SWE | KP    | Ivo Pękalski      |
| 26 | SWE | K     | Otto Martler      |
| 28 | SWE | V     | Jesper Westerberg |

### Jelentős játékosok
| - Sylve Bengtsson (1947-1948, 1953-1960, 1967) - Rune Ludvigsson (1954-1958) - Hans Selander (1976-1981) - Magnus Svensson (1994-1997, 2002-2006) - Torbjörn Arvidsson (1989-2005) - Markus Rosenberg (2004) - Mikael Nilsson (2000-2004) - Robert Andersson (1993-1997, 1999-2003) - Håkan Svensson (1990-2002) - Stefan Selakovic (1996-2001, 2013-) - Fredrik Ljungberg (1994-1998) - Niclas Alexandersson (1988-1995) - Mats Jingblad (1976-1987) - Rutger Backe (1972-1981) | - Eduardo Delani (2005-2006) - Anselmo (2008-2010) - Magnus Bahne (2007-2009) - Tim Sparv (2007-2009) - Yaw Preko (2004-2006) - Frank Schinkels (1981-1983) - Gunnar Heiðar Þorvaldsson (2004-2006) - Eggert Guðmundsson (1982-1986) - Tomas Žvirgždauskas (2002-2011) - Artim Sakiri (1997-1998) - Steve Whitton (1990) - Vetle Andersen (1991-1993) - Igor Sypniewski (2003) |

### Gólkirályok az első osztályban
| Név                       | Szezon | Gólok | Megjegyzés                                       |
| ------------------------- | ------ | ----- | ------------------------------------------------ |
| Sylve Bengtsson           | 1956   | 22    |                                                  |
| Rutger Backe              | 1976   | 21    |                                                  |
| Henrik Bertilsson         | 1993   | 18    | Megosztva Mats Lilienberggel                     |
| Mats Lilienberg           | 1997   | 14    | Megoszva Christer Mattiassonnal és Dan Sahlinnal |
| Stefan Selaković          | 2001   | 15    |                                                  |
| Markus Rosenberg          | 2004   | 14    |                                                  |
| Gunnar Heiðar Þorvaldsson | 2005   | 16    |                                                  |

### Edzők
A listán 1933-tól szerepelnek edzők.
| - 1933–1935: Gunnar Olsson - 1936: Harry Magnusson - 1942–1943: Richard Bercowics - 1944: Sven Nilsson - 1945–1946: Molnár Ferenc - 1947: Torsten Wiberg - 1948: Vaclav Simon - 1954–1955: Helge Ahlström - 1956–1958: Olle Ericsson - 1958: Firics Emil - 1959: Wampetits István - 1972: Bernt-Hugo Andersson - 1973–1975: Sven-Agne Larsson - 1976–1980: Roy Hodgson | - 1980 (október): Rolf Andersson - 1981–1984: Jan Mak - 1984–1986: Stefan Lundin - 1986–1987: Kenneth Rosén - 1987–1991: Stuart Baxter - 1993–1995: Mats Jingblad - 1996–2001: Tom Prahl - 2002–2003: Jonas Thern - 2004–2009: Jan Andersson - 2010: Lars Jacobsson - 2011: Josep Clotet Ruiz - 2011–2014: Jens Gustafsson - 2005–2017: Jan Jönsson - 2017–: Igor Krulj |

## Sikerek
- Allsvenskan:
  - Győztes (4): 1976, 1979, 1997, 2000
- Superettan:
  - Győztes (1): 2020,
- Division 1:
  - Győztes (11): 1932–1933, 1938–1939, 1940–1941, 1941–1942, 1946–1947, 1953–1954, 1964, 1971, 1973, 1988, 1992
- Svéd kupa:
  - Győztes (1): 1994-95
- UEFA Intertotó Kupa:
  - Győztes (3): 1977, 1980, 1994,
  - Döntős (1):1997

## Külső hivatkozások
- Halmstads BK - hivatalos honlapja
- Halmstads BK - a Svéd labdarúgó-szövetség honlapján
- Halmstads BK - UEFA honlapján
- Kvastarna - szurkolói honlap
- Himlen är blå - szurkolói honlap